# Alex Muralha
Alex Roberto Santana Rafael, meglio noto come Alex Muralha (Três Corações, 10 novembre 1989), è un calciatore brasiliano, portiere del Mirassol.

## Carriera

### Nazionale
Nel 2016 è stato convocato per la prima volta dalla nazionale brasiliana.

## Statistiche

### Presenze e reti nei club
Statistiche aggiornate al 21 novembre 2017.
| Stagione            | Squadra             | Campionato          | Campionato | Campionato | Coppe nazionali | Coppe nazionali | Coppe nazionali | Coppe continentali | Coppe continentali | Coppe continentali | Altre coppe | Altre coppe | Altre coppe | Totale | Totale | Totale |
| Stagione            | Squadra             | Comp                | Pres       | Reti       | Comp            | Pres            | Reti            | Comp               | Pres               | Reti               | Comp        | Pres        | Reti        | Pres   | Reti   |        |
| ------------------- | ------------------- | ------------------- | ---------- | ---------- | --------------- | --------------- | --------------- | ------------------ | ------------------ | ------------------ | ----------- | ----------- | ----------- | ------ | ------ | ------ |
| 2010                | Votoraty            | PAU2                | 13         | -16        | CB              | 3               | -4              |                    | -                  | -                  |             | -           | -           | 16     | -20    |        |
| 2011                | Comercial-SP        | PAU2                | 18         | -22        |                 | -               | -               |                    | -                  | -                  |             | -           | -           | 18     | -22    |        |
| 2012                | Comercial-SP        | PAU                 | 19         | -37        | CB              | 0               | 0               |                    | -                  | -                  |             | -           | -           | 19     | -37    |        |
| 2012                | Oeste               | C+PAU               | 0          | 0          | CB              | 0               | 0               |                    | -                  | -                  |             | -           | -           | 0      | 0      |        |
| 2013                | Comercial-SP        | PAU2                | 24         | -15        |                 | -               | -               |                    | -                  | -                  |             | -           | -           | 24     | -15    |        |
| Totale Comercial-SP | Totale Comercial-SP | Totale Comercial-SP | 61         | -74        |                 | -               | -               |                    | -                  | -                  |             |             | -           | 61     | -74    |        |
| 2013                | Cuiabá              | C+MAT               | 0          | 0          | CB              | 0               | 0               |                    | -                  | -                  |             | -           | -           | 0      | 0      |        |
| 2013                | Shonan Bellmare     | J1                  | 12         | -23        | CJ+CI           | 0               | 0               |                    | -                  | -                  |             | -           | -           | 12     | -23    |        |
| 2014                | Mirassol            | PAU2                | 18         | -17        |                 | -               | -               |                    | -                  | -                  |             | -           | -           | 18     | -17    |        |
| 2015                | Figueirense         | A+CAT               | 35+16      | -43;-9     | CB              | 9               | -9              |                    | -                  | -                  |             | -           | -           | 60     | -61    |        |
| 2016                | Flamengo            | A+CAR               | 33+1       | -32;-1     | CB              | 0               | 0               | CS                 | 3                  | -3                 | PL          | 0           | 0           | 37     | -36    |        |
| 2017                | Flamengo            | A+CAR               | 7+14       | -6;-10     | CB              | 5               | -5              | CL+CS              | 6+2                | -7;-1              | PL          | 4           | -1          | 38     | -30    |        |
| Totale carriera     | Totale carriera     | Totale carriera     | 210        | -231       |                 | 17              | -18             |                    | 11                 | -11                |             | 4           | -1          | 242    | -261   |        |

## Palmarès
- Campionato Mato-Grossense: 1

Cuiabá: 2013
- Campionato Carioca: 1

Flamengo: 2017